# Jung Yi-seo
Jung Yi-seo (* 13. August 1993) ist eine südkoreanische Schauspielerin.

## Leben
Jung Yi-seo studierte an der Dongduk Women’s University und gab ihr Schauspieldebüt 2014. Ihre erste kleine Filmrolle erhielt sie 2017 im Actionfilm Real. Es folgte im selben Jahr eine Nebenrolle in der Tragikomödie Duck Town. Größere Bekanntheit auch außerhalb Koreas erlangte Jung Yi-seo 2019 durch die Nebenrolle der Chefin des Fast-Food-Restaurants Pizza Generation im vielfach ausgezeichneten Film Parasite von Bong Joon-ho.
2021 spielte sie die Rolle der Kim Yoo-yeon in allen 16 Episoden der Fernsehserie Mine. Im selben Jahr folgte ein kleinerer Auftritt als Shin Kyung-ja in der erfolgreichen Dramaserie Snowdrop. 2022 war Jung-Yi-seo als Nebencharakter Kim Hyeon-ju in der Netflix-Zombieserie All of Us Are Dead zu sehen. Im selben Jahr wirkte sie als Yu Mi-ji im mehrfach ausgezeichneten Mysteryfilm Die Frau im Nebel mit. 
Für ihre Hauptrolle im Film Her Hobby wurde Jung 2023 als beste Schauspielerin auf dem Bucheon International Fantastic Film Festival ausgezeichnet. 2024 gehörte sie zur Besetzung der Netflix-Serie A Killer Paradox.

## Filmografie (Auswahl)
- 2017: Real (Rieol)
- 2017: Duck Town (Suseongmos)
- 2019: Parasite (Gisaengchung)
- 2020: Samjin Company English Class (Samjingeurup Yeongeotoikban)
- 2020: Josée
- 2021: Mine (Main; Fernsehserie, 16 Folgen)
- 2021: Snowdrop (Seolganghwa; Fernsehserie)
- 2022: All of Us Are Dead (Jigeum Uri Hakgyoneun; Fernsehserie)
- 2022: Die Frau im Nebel (Decision to Leva / 헤어질 결심 Haeojil Gyeolsim)
- 2023: Her Hobby (Geunyeoui chwimisaenghwal)
- 2024: A Killer Paradox (살인자ㅇ난감, Fernsehserie)